# Pelastoneurus acuticauda
Pelastoneurus acuticauda är en tvåvingeart som beskrevs av Van Duzee 1929. Pelastoneurus acuticauda ingår i släktet Pelastoneurus och familjen styltflugor.
Artens utbredningsområde är Guatemala. Inga underarter finns listade i Catalogue of Life.